# Canarana (tiểu vùng)
Canarana là một tiểu vùng thuộc bang Mato Grosso, Brasil. Tiều vùng này có diện tích 68987 km², dân số năm 2007 là 79086 người.